# 惑星X

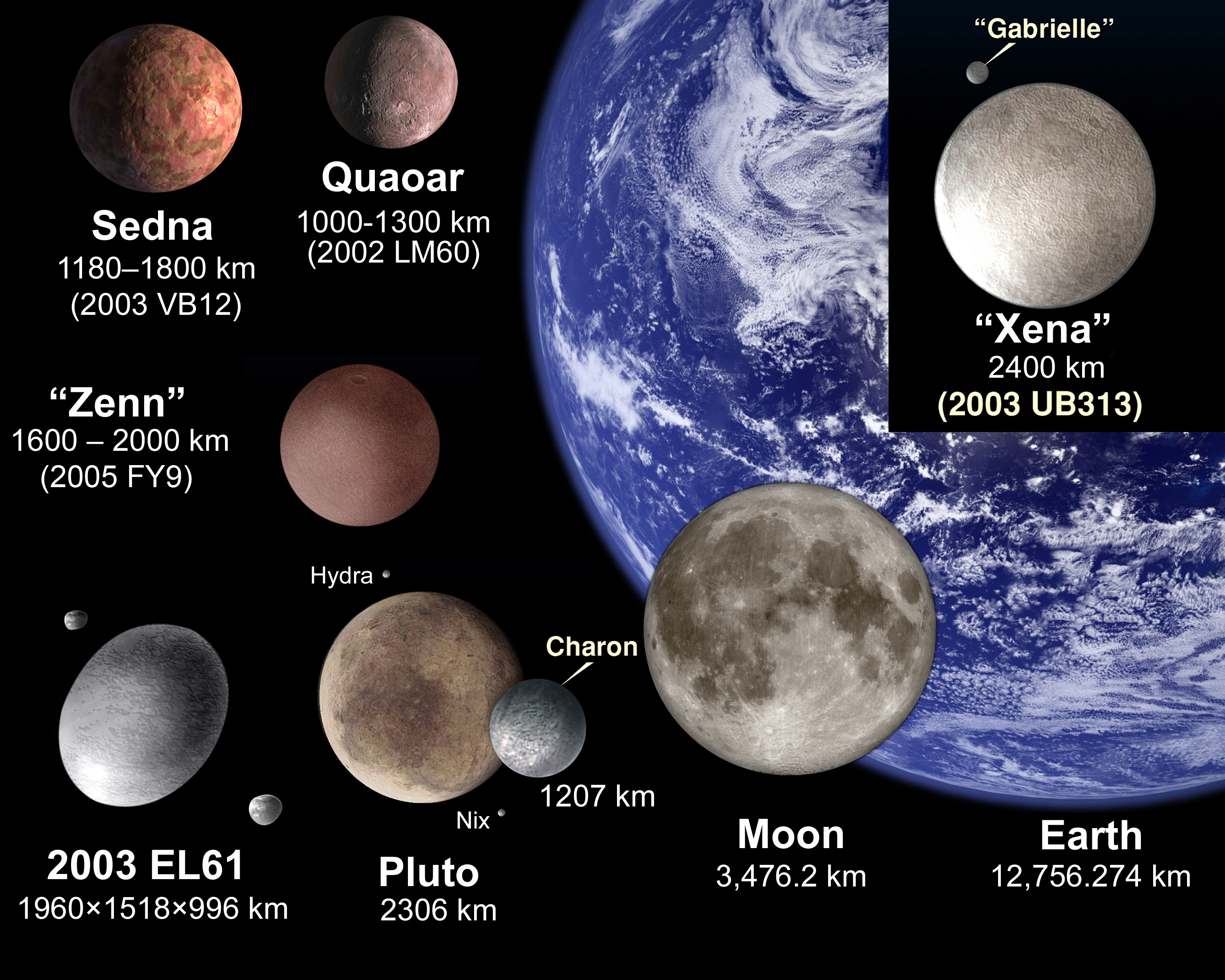
主な太陽系外縁天体と地球・月の比較

惑星X（わくせいエックス、Planet X）とは、海王星よりも遠い軌道を公転していると仮定される惑星サイズの天体 (Planets beyond Neptune) である。X はローマ数字の10を表すのではなく、「未確認」を意味するアルファベットのエックスである。

## 概要
惑星Xが存在するという説は、外惑星、特に天王星と海王星の公転運動に理論との矛盾が見られたことから、最初は9番目の惑星として、1930年の冥王星発見以降は第10惑星として主張されてきた。この矛盾の多くは後の観測ではほぼ解消したが、20世紀末以降に発見された多数の太陽系外縁天体の分布や、長周期彗星の起源などを説明する根拠として再び惑星Xの存在を仮定する説が唱えられている。大衆文化においては、惑星Xは未発見の太陽系天体や第10惑星（冥王星の準惑星への再定義後は第9惑星）を指す一般的な代名詞となっている。

## 天王星・海王星の軌道を説明するための惑星X
19世紀の終わり頃、多くの天文学者は海王星の外側に惑星が存在すると推測していた。海王星は、天王星や土星、木星の軌道運動の観測結果と理論計算との間にあった矛盾を説明するものとして、ジョン・クーチ・アダムズやユルバン・ルヴェリエといった数学者の計算に基づいて発見された。しかし海王星の発見後、これらの惑星の軌道になお僅かながら誤差が存在すること、また海王星自身の軌道にも誤差があることが明らかになった。この事実は海王星の外側に別の惑星が存在するためであると考えられた。
火星の運河を観測したという主張で最も良く知られている天文学者のパーシヴァル・ローウェルは、この仮想的な惑星を「惑星X」と呼んだ。当時は8個の惑星しか知られておらず、このXはローマ数字の10ではなく未確認 (unknown) の意味である。ローウェルはまず1909年まで探索を行い、続いて新惑星の位置予測を修正して1913年から1915年まで再度探索したが、惑星を発見することはできなかった。この後、ローウェルは自分が計算した惑星Xの軌道パラメータの仮説を発表した。皮肉にもこの1915年に、ローウェル天文台では冥王星の暗い画像が2枚撮影されていたが、当時これらは惑星だとは認識されなかった。

### 冥王星の発見
1916年にローウェルは死去したが、1928年にローウェル天文台で別の探索が開始され、1930年にクライド・トンボーによって冥王星が発見された。発見当初は冥王星こそ惑星Xであると考えられたが、冥王星の質量は海王星の軌道を説明するには小さすぎることが明らかになったため、探索はその後も続行された。

### さらなる惑星Xの探索
冥王星の発見の後も、トンボーは別の遠方の惑星を求めて黄道上を探索し続けた。彼は数多くの小惑星や変光星、彗星を発見したが、惑星は見つからなかった。
冥王星の後、長い間にわたって太陽系外縁天体は見つかっていなかったが、1992年に(15760) アルビオンが発見された。これ以降、千個以上の外縁天体が発見されている。これらの天体は現在ではその多くがエッジワース・カイパーベルト天体（EKBO）に属すると考えられている。EKBOは海王星の外側の黄道面上を公転する氷に覆われた天体で、太陽系の形成時に取り残された天体だと考えられている。
このことから、冥王星を惑星と呼ぶべきどうかについて議論が起こった。最終的に、2006年にIAU（国際天文学連合）の総会で太陽系の惑星の定義が定められたことにより、冥王星は惑星ではなく準惑星と分類されることとなった。

### 惑星Xへの反証
宇宙探査機パイオニア10号・11号、ボイジャー1号・2号によって、ローウェルが仮定した惑星Xの存在は二つの面から否定されている。第一に、これらの探査機が外惑星の近くを通過した際に惑星から受けた重力による加速度の値から、これらの惑星の質量が高精度で求まった。これによって、地上観測に基づく計算から得られていた外惑星の質量は最大約1%小さかったことが明らかになった。この修正された質量に基づいて外惑星の軌道を決定することで矛盾は解消した。
第二に、これらの宇宙探査機の軌道からは、太陽系内にある未発見の大きな惑星の重力を考えなくてはならないような誤差は検出されなかった。多くの天文学者はこの事実から、惑星X仮説は役割を終えたと考えた。もっとも、天体の質量が小さい場合にはこの手法では検出できず、外惑星の軌道にも目に見えるような影響を与えないので、地球と同程度の質量を持つ天体が存在する可能性は依然として排除されていない。

## 外縁天体の分布を説明するための惑星X

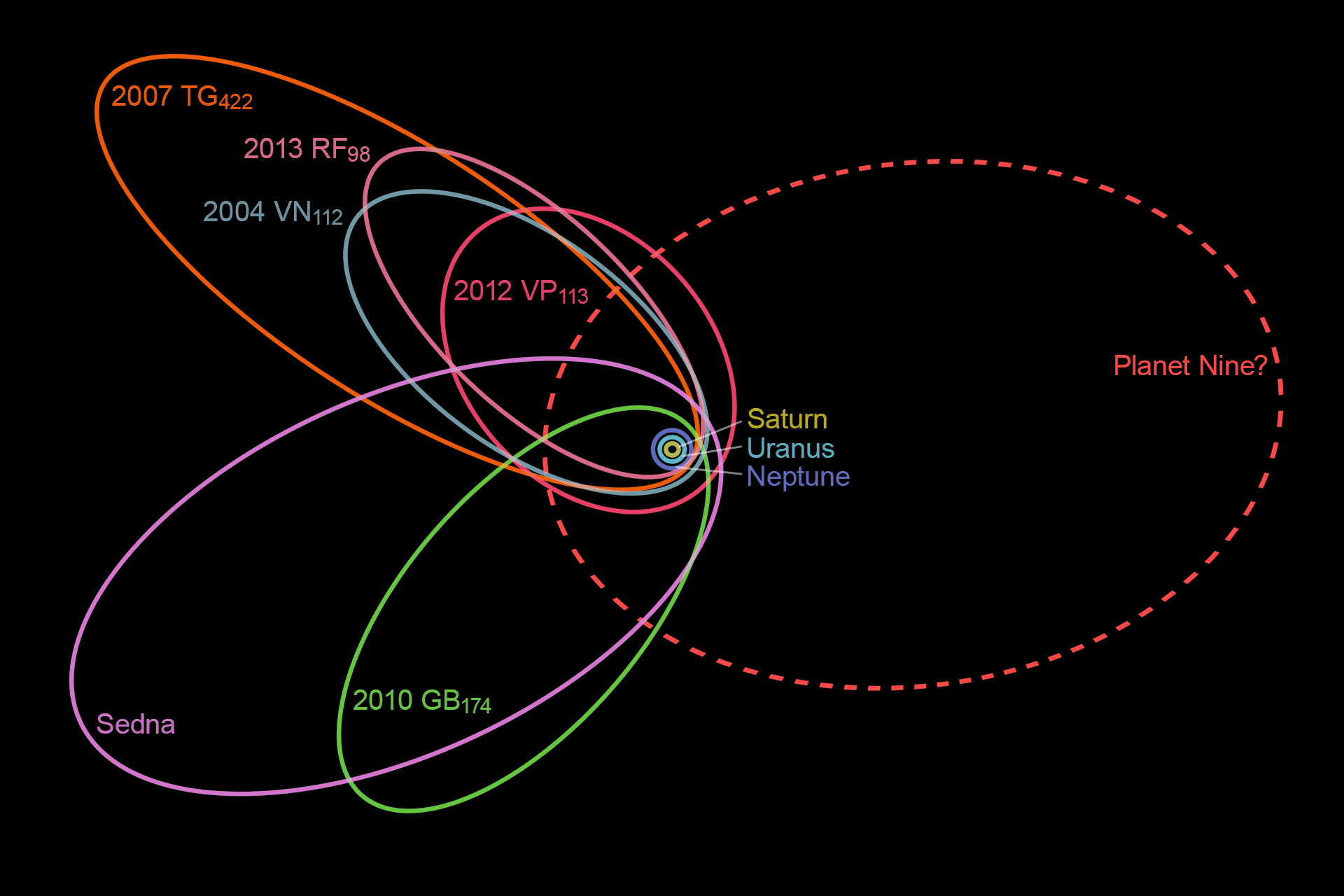
仮説上の「Planet Nine」と他の外縁天体の軌道

比較的円に近い軌道を持つEKBOの分布は、太陽から55天文単位付近の距離で突然終わり、その外側には離心率や軌道傾斜角が大きな散乱円盤天体 (SDO) が存在することが知られており、これは55天文単位より外側に惑星サイズの天体が存在するためではないか、という推測がある。この仮説上の天体も惑星Xと呼ばれるが、天王星・海王星の軌道を説明するための天体とは別の仮説に基づいている。
カリフォルニア工科大学の研究者によって2002年、2004年、2005年にそれぞれ発見（または軌道が確定）されたクワオアーやセドナ、エリスといった天体は、質量が小さすぎるためにこういった新しい惑星X仮説には当てはまらない。セドナについては新しい惑星X仮説と比較して距離も遠すぎる。
2008年には神戸大学のパトリック・ソフィア・リカフィカ研究員（当時；現近畿大学准教授）、向井正教授（当時；現名誉教授）らが惑星Xの予想軌道を算出した。この予想軌道は、天王星や海王星はもともと現在の位置より内側で誕生し、木星や土星の重力による摂動で外側へ移動（ミグレーション）したという仮説に基き、現在の海王星の軌道付近で誕生した天体が海王星に押し出されるように外側へ移動したと仮定してシミュレーションしたものである。「惑星X」の質量は地球の0.3 - 0.7倍（冥王星やエリスの質量は地球の約0.002倍）、直径は地球よりやや小さい程度、軌道傾斜角は20 - 40度、軌道長半径は100 - 175天文単位（ケプラーの法則に基いて計算すると、公転周期は約1,000 - 2,300年）で近日点は80天文単位以遠、近日点付近での明るさは14 - 18等とされる。この予想に基づき、2009年秋から東京大学木曾観測所とハワイ諸島のパンスターズ1による探査計画が始動しており、仮説が正しくかつ条件が整えば5年以内に「惑星X」が発見される見込みであるとされたが、発見されなかった。
2016年1月20日、カリフォルニア工科大学のKonstantin Batyginとマイケル・ブラウンは、セドナや2012VP113などの太陽系外縁天体6個の軌道から「地球質量の10倍の質量を持つ天体が海王星の20倍以上遠い軌道を10,000〜20,000年をかけて太陽を周回している」という研究結果を発表した。研究者は仮称として「Planet Nine」という呼び名を用いている。「Planet Nine」が存在すれば、その影響により太陽系の惑星の軌道面と垂直な軌道を持つ太陽系外縁天体が存在することが予測されており、そのような軌道を持つ太陽系外縁天体はカリフォルニア工科大学のチームにより既に4つ発見されている。ブラウンは「仮に軌道上の最も遠い位置にあるとすれば、観測にはマウナケア山上にあるW・M・ケック天文台のケックI、ケックII望遠鏡やすばる望遠鏡など世界最大級の望遠鏡が必要となる。」としている。

### アメリカによる研究
また、これとは別にアメリカのアリゾナ大学の研究者が、2015年に、太陽系外縁天体の異常軌道の原因を調べるために計算したところ、上記とは別の惑星が存在する可能性を示唆した。
この研究では上記の理論を否定しておらず可能性としては、太陽系に10個の惑星が存在する可能性も示唆した。
大きさは火星ぐらいで、軌道半径は60－70天文単位、軌道角度は8度に傾いている。
研究者によると、この惑星によって太陽系外縁天体の歪が大きくなり、上記の惑星によってその歪が直されているとされている。
なお、この惑星は銀河面に存在しているとされ、観測には、チリで建設が進められている大型シノプティック・サーベイ望遠鏡を使って観測をする予定である。

## 長周期彗星の起源を説明するための惑星X
EKBOやSDOより更に外側には、大小無数の氷天体が太陽を半径1光年前後の球殻状に取り巻くオールトの雲があり、それらの氷天体の軌道が何らかの理由で太陽系中枢部まで達する長楕円軌道（または放物線・双曲線軌道）に変わったものが長周期彗星（または非周期彗星）だと考えられている。軌道が変わる原因として銀河系円盤や太陽系の近くを通過する恒星、あるいは太陽の伴星などの影響が想定されてきたが、2010年にアメリカ・ルイジアナ大学ラファイエット校の John Matese と Daniel Whitmire がオールトの雲付近に木星質量の4倍程度の大きさのガス惑星が存在し、長周期彗星の少なくとも一部はそれによって軌道を変えられたという説を発表した。二人はこの天体を「テュケー」と仮称しており、もし実在するならNASA（アメリカ航空宇宙局）が2009年12月に打ち上げたWISE（広域赤外線探査衛星）の全天サーベイ観測によって発見できるはずだと考えられていた。しかし、2014年、WISEの観測データから「太陽より26,000天文単位以内に新たな木星質量以上の天体は存在せず、また10,000天文単位以内では土星質量の天体も存在しない」という研究結果がまとめられた。これにより、2010年の論文で予測されたテュケーの存在は否定された。
なお、太陽系には既に“Tyche”と正式に命名された天体が存在する。